# كأس ميانمار 2014
كأس ميانمار 2014 هو موسم من كأس ميانمار. كان عدد الأندية المشاركة فيه 22، وفاز فيه نادي آياياوادي يونايتد.